# Ole Hækkerup
Ole Hækkerup (født 27. januar 1971 i Hørsholm) er en dansk politiker, der har repræsenteret Socialdemokraterne i Folketinget; først valgt i Ryvangkredsen (Østre Storkreds) 1998-2001 og fra 2007 i Ringstedkredsen (Sjællands Storkreds) til 2015. Fra 2006 til november 2007 var han desuden regionsrådsmedlem i Region Hovedstaden.
Han er søn af Irene og Klaus Hækkerup; barnebarn af fhv. minister Per Hækkerup og bror til fhv. borgmester i Hillerød Kommune og nuværende MF og næstformand for Socialdemokraterne, Nick Hækkerup. Ole Hækkerup er uddannet bachelor i statskundskab fra Københavns Universitet og gift med Karen Hækkerup.
Ole Hækkerup har bl.a. været medlem af Folketingets Erhvervsudvalg, Udvalget for Udlændinge- og Integrationspolitik og Udvalget for Videnskab og Teknologi. 
Tidligere har Ole Hækkerup haft en række tillidsposter i den socialdemokratiske bevægelse, bl.a. som formand for Danmarks Socialdemokratiske Ungdom i Hillerød og i Nordsjælland, formand for Frit Forum i København og for Socialdemokraterne i Ryvangkredsen.
I sin skoletid var Ole Hækkerup næstformand i Danmarks Elev Organisation i 1986.